# Kamen Rider Saber
Kamen Rider Saber (仮面ライダーセイバー［聖刃］ Kamen Raidā Seibā?) es el título de la 31° temporada de la franquicia Kamen Rider, producida por Toei Company y emitida en TV Asahi desde el 6 de septiembre de 2020 al 29 de agosto de 2021. El eslogan de la temporada es "¡Conviértete en escritor y espadachín!" (文豪にして剣豪！！ Bungō ni shite kengō!!?)

## Argumento
Hace mucho tiempo, una secta de espadachines conocida como Sword of Logos protegía el Tomo de la Omnisciencia, un poderoso libro de historia que contiene todo lo conocido por el hombre; mitos, criaturas, historias, ciencia, tecnología y la evolución de la civilización humana. Sin embargo, hace miles de años, un traidor que trabajaba para Megiddo intentó robarlo para sí mismo. Como resultado, el Tomo desapareció y cada una de sus páginas se esparció por todo el mundo.
En el presente, el joven novelista Tōma Kamiyama ha estado teniendo sueños de otra dimensión donde es testigo de espadachines y monstruos saliendo de un libro de cuentos, y una "chica misteriosa" pidiendo ayuda. Un día, ocurre un extraño fenómeno sin previo aviso; una parte de la ciudad desaparece, reapareciendo en una dimensión alternativa, llamada Wonder World, una dimensión infinita del tamaño de las páginas de un libro. La dimensión es el hogar de criaturas mágicas que atacan sin dudarlo, sumiendo a la gente en el miedo y la confusión. Mientras Tōma y su amiga Mei quedan atrapados en este fenómeno, el ataque le recuerda a Tōma su sueño cuando es atacado por un monstruo misterioso.
Como si estuviera respondiendo a su propia voluntad, Tōma aprovecha el poder del Dragón rojo mientras se fusiona con su cuerpo, convirtiéndolo en Kamen Rider Saber. La batalla entre el mundo real y Wonder World tiene un final, y solo Tōma puede escribirlo mientras el destino del mundo cae en sus manos.

## Personajes

### Riders
- Tōma Kamiyama (神山飛羽真 Kamiyama Tōma?)/Kamen Rider Saber (仮面ライダーセイバー Kamen Raidā Seibā?): Es un novelista que se convierte en Kamen Rider Saber después de recibir el poder del Espadachín de Fuego. Antes del comienzo de la serie, Tōma fue salvado por el anterior Saber, quien le dijo que podía decidir los finales de las historias. Algún tiempo después, se convirtió en novelista y abrió una librería antigua llamada Fantasic Bookstore Kamiyama (ファンタジック本屋かみやま Fantajikku Hon'ya Kamiyama?). Como novelista y propietario de una librería, Tōma siente un profundo e inmenso amor por los libros y cree que traen felicidad y alegría a los demás. Es tolerante, pero tiene un lado apasionado y valora las "promesas" por encima de todo.[2] Tras derrotar a Storius, Touma se retira parcialmente de ser Saber para poder reanudar su trabajo como novelista.
- Rintarō Shindō (新堂 倫太郎 Shindō Rintarō?)/Kamen Rider Blades (仮面ライダーブレイズ Kamen Raidā Bureizu?): Es un aprendiz del fallecido predecesor de Tōma y espadachín de Sword of Logos, quien también es conocido como el Espadachín del Agua. Busca a alguien que pueda ocupar el lugar de su maestro. Después de conocer a Tōma, siente la habilidad del novelista y le pide que se una a Sword of Logos. Rintarō coloca la organización y las reglas de Sword of Logos por encima de todo, y a primera vista, parece ser serio y difícil de abordar. De hecho, tiene los pies en la tierra y esta dispuesto a enseñarle a Tōma los entresijos de convertirse en un Kamen Rider eficaz.[3] A medida que avanza la historia, desarrolla sentimientos por Mei y los dos se vuelven pareja al final de la serie.
- Kento Fukamiya (富加宮 賢人 Fukamiya Kento?)/Kamen Rider Espada (仮面ライダーエスパーダ Kamen Raidā Esupāda?): Es el amigo de la infancia de Tōma y un espadachín samurái de Sword de Logos conocido como el Espadachín del Rayo. Kento conoció a Tōma en su infancia y se reencueta con él después de mucho tiempo, solo para sorprenderse de que Tōma se haya olvidado de él y de algo importante entre ellos. También se culpa a sí mismo por la amnesia de Tōma como resultado de la traición de su padre a pesar de que Sophia dice que no es su culpa.[4]
- Ryō Ogami (尾上 亮 Ogami Ryō?)/Kamen Rider Buster (仮面ライダーバスター Kamen Raidā Basutā?): Es un gran espadachín de Sword of Logos conocido como el Espadachín de la Tierra y el miembro más viejo del grupo. Ryō solía ser el mejor amigo de Calibur, y actualmente está investigando la traición de Calibur a Sword of Logos. Es un espadachín con gran orgullo que se preocupa profundamente por su hijo y se vuelve agresivo cada vez que le sucede algo malo.[5] Ryo es protagonista del manga Supplementary Volume Kamen Rider Saber: Kamen Rider Buster the Comic, ambientada 20 años antes de la serie, donde narra cómo se convirtió en Kamen Rider Buster.
- Ren Akamichi (緋道 蓮 Akamichi Ren?)/Kamen Rider Kenzan (仮面ライダー剣斬 Kamen Raidā Kenzan?): Es un espadachín de Sword of del Logos conocido como el Espadachín del Viento. Aunque tiene la mente de un niño, Ren es un espadachín recto y talentoso que está obsesionado con la fuerza. Al conocer por primera vez a Tōma, desarrolla un poco de rivalidad con él debido a que comparten una relación con Kento.[6]
- Tetsuo Daishinji (大秦寺 哲雄 Daishinji Tetsuo?)/Kamen Rider Slash (仮面ライダースラッシュ Kamen Raidā Surasshu?): Es el mecánico de Sword of Logos y también un espadachín conocido como el Espadachín del Sonido. Tetsuo aparece como un individuo distante y directo, aunque se debe a su naturaleza tímida, indicada por su hábito de tratar de evitar el contacto visual con los demás. También le disgusta estar en el centro de atención, hasta el punto de cubrirse la cara con la mano cada vez que alguien le pregunta directamente. Sin embargo, parece no tener reparos en hablar sobre lo que siente por quienes le rodean.[7]
- Yuri (ユーリ Yūri?)/Kamen Rider Saikō (仮面ライダー最光 Kamen Raidā Saikō?): Es un espadachín conocido como el Espadachín de la Luz así como el guardian del misterioso reino de Avalon. Al igual que Rintaro, Yuri no tiene experiencia en el mundo exterior desde que se quedó en Avalon durante milenios. Yuri también está dispuesto a luchar contra Megid, sin embargo, no tiene reparos en atacar incluso a los que tienen huéspedes humanos. Debido a esto, choca con Tōma en este sentido, a quien este último quiere proteger y mantener a salvo a quien sea posible.[8] Tras la derrota de Storious, Yuri es elegido para formar parte del nuevo consejo gobernante de la Espada de Logos.
- Reika Shindai (神代 玲花 Shindai Reika?)/Kamen Rider Sabela (仮面ライダーサーベラ Kamen Raidā Sābera?): Es una mensajera de la Base Sur de Sword del Logos y una espadachina conocida como la Espadachina del Humo. Inicialmente muestra un aura tranquila, sensible y misteriosa, observando las luchas de los espadachines de la Base Norte desde lejos y sacando sus propias conclusiones. Sin embargo, ella es muy calculadora y narcisista, y usa medias verdades para manipular fácilmente incluso a los espadachines más experimentados. Debido a su fuerte lealtad al Maestro Logos, considera que sus órdenes son absolutas y hace todo lo posible para asegurarse de que se cumplan sus demandas, y recurre a la violencia contra aquellos que no estén de acuerdo con él o lo desafíen.[9] Admira mucho a su hermano Ryoga y se pone celosa cuando alguien que no sea ella lo toca.
- Ryoga Shindai (神代 凌牙 Shindai Ryōga?)/Kamen Rider Durendal (仮面ライダーデュランダル Kamen Raidā Dyurandaru?): Es el hermano de Reika y un espadachín de la Base Sur de Sword del Logos conocido como el Espadachín del Tiempo. Al igual que su hermana menor, Ryoga es completamente leal al Maestro Logos y hará todo lo posible para que tenga éxito, incluso cuando es plenamente consciente de que el Maestro se ha rebelado contra el código de conducta de la organización. A pesar de ser un espadachín, no tiene reparos en usar tácticas sucias, como usar a un hombre herido como rehén o atacar por la espalda.[10] A igual que Rintaro, desarrolla sentimientos por Mei. Tras la batalla final de la Espada de Logos con Megid Storious, Ryoga es elegido para formar parte del nuevo consejo gobernante de la organización.
- Hayato Fukamiya ((富加宮 隼人, Fukamiya Hayato?)/Kamen Rider Calibur I (仮面ライダーカリバー Kamen Raidā Karibā?): es el padre de Kento y un exmiembro de Sword of Logos conocido como el Espadachin de la Oscuridad. Quince años antes de la serie y se alió con los Megid después de que fuera sometido a pesadillas que representaban a su líder Isaac acabando con el mundo y ordenándole sacrificar a Luna. Esto motivó a Hayato a robar el Tomo de la Omnisciencia y liberar a los Megids en la Tierra como una tapadera para secuestrar a Luna y descubrir la verdad de sus visiones, solo para ser herido de muerte por Daichi. Antes de traicionar a Sword of Logos, Hayato demostró ser un padre amoroso para Kento y sus compañeros lo consideraban un espadachín talentoso. Sin embargo, debido a las visiones y la vil manipulación de Isaac, se volvió lo suficientemente corrupto y despiadado como para sacrificar a un niño para detener la destrucción del mundo.[11]
- Daichi Kamijo (上條 大地 Kamijō Daichi?)/Kamen Rider Calibur II (仮面ライダーカリバー Kamen Raidā Karibā?): Es un exmiembro de Sword of Logos y el anterior Kamen Rider Saber. Quince años antes del comienzo de la serie, salvó a Tōma Kamiyama transfiriéndolo del Wonder World a la Tierra, donde aparentemente se sacrificó para destruir Hayato. Sin embargo, al derrotar a Hayato y robar sus poderes Daichi tuvo visiones de la destrucción del mundo. fingiendo su muerte, se alineó con los Megids como el nuevo Calibur para "aprender la verdad del mundo" y continuar con la misión de su camarada caído de exponer a Isaac.[12]
- Bahato (バハト?)/Kamen Rider Falchion (仮面ライダーファルシオン Kamen Raidā Farushion?): Es un espadachín conocido como el Espadachín de la Nada. Bahato fue una vez un noble espadachín que fue traicionado por su compañero, muriendo su familia en el proceso. El incidente cambiaría para siempre la personalidad de Bahato; Desilusionado por la repentina sed de poder y traición de su amigo, ahora creía que la humanidad siempre volvería a un ciclo inevitable de traición mientras existieran, y buscó destruir el mundo usando el Libro de la Ruina hasta que fue sellado en el Libro en un intento de frenar su alboroto. Se demuestra que es despiadado, sus objetivos se derivan de cómo los humanos son las verdaderas fuentes de conflicto en todos los mundos; Mientras anhelen el poder, siempre terminarán repitiendo sus errores y empañarán la historia para siempre con estas acciones. Incluso cuando los otros Riders contrarrestan sus afirmaciones sobre la humanidad, Bahato se niega a cambiar sus costumbres, ya que es inflexible en sus creencias nihilistas debido a sus constantes declaraciones de que el mundo está condenado a arruinarse, independientemente de lo que los héroes le proclamen.[13]
- Isaac (イザク Izaku?)//Kamen Rider Solomon (仮面ライダーソロモン Kamen Raidā Soromon?): El esquivo líder de Sword of Logos y actual portador del título de Maestro Logos. Controla las ramas de la Base Norte y Base Sur. Como Maestro Logos, Isaac parecía ser un líder sabio y carismático que guio a los espadachines  para proteger el mundo por cualquier medio. Sin embargo, a diferencia de los anteriores poseedores del título, es vil. Un hombre hambriento de poder, usa su posición como líder de todos los espadachines para hacer que luchen entre sí mientras sacrifican a personas inocentes, todo por su malicioso plan. Como él mismo lo admitió, teme al mundo actual y desea usar el Tomo de la Omnisciencia para destruirlo y reconstruirlo bajo su gobierno. Después de que Tōma lo derrotó en su batalla final, Storious traicionó y mató a Isaac.

### Aliados
- Mei Sudō (須藤芽依 Sudou Mei?): Es una amiga de Tōma que también trabaja como editora de sus novelas. Después de que Touma se une a Sword of Logos, Mei decide ayudar a su aliado Rintaro a adaptarse a la vida moderna y recibe un libro blanco especial que puede usar para alertar a Touma y sus aliados de los ataques de Megid. Finalmente, ella y Rintaro comienzan una relación.
- Sophia (ソフィア Sofia?): Es una antigua mística y fundadora de la Base Norte de Sword of Logos, que busca restaurar el equilibrio de los mundos. Después de enfrentarse a su antiguo aprendiz, Daichi, Sophia es secuestrada y encarcelada por Reika bajo las órdenes de su líder, Isaac, quien la creó como un posible reemplazo en la recreación del ritual del Libro Mayor, en el caso de que Luna no pudiera ser recuperada. A pesar de esto, Yuri y Touma son capaces de reunir a sus compañeros espadachines antes de que Kento rescate a Sophia. Mientras Storious promulga su plan para destruir Wonder World y la Tierra y debido a su conexión con el primero, Yuri le da a Sophia el Ankokuken Kurayami para protegerla de desaparecer de la existencia. Más tarde usa la espada para convertirse en el cuarto y último Calibur, también conocida como la Espadachina Oscura, para ayudar a los espadachines a detener a Megid. Tras la batalla final de la Espada de Logos con Megid Storious, Sophia es elegida para formar parte del nuevo consejo gobernante de la organización.
- Luna (ルナ Runa?): Es una amigo de la infancia de Tōma Kamiyama y Kento Fukamiya que fue enviada al Wonder World antes de los eventos de la serie, ya que se cree que es la re encarcacnión de la sacerdotisa del Wonder World. Aunque su paradero exacto era ampliamente desconocido, Tōma de alguna manera pudo hacer contacto con ella brevemente a través de su libro de cuentos de la infancia, con instancias repetidas que resultaron en su regreso a la dimensión principal. En el presente, Touma finalmente se pone en contacto con ella a través de su libro de la infancia, Wonder Story, y la lleva al mundo humano. Ella regresa a Wonder World para quedarse con Tassel hasta que Storious lo mata, lo que lleva a Luna a buscar refugio con la Espada del Logos. Cuando Storious intenta destruir Wonder World y la Tierra, Luna se sacrifica para darle a Touma el Wonder Almighty Wonder Ride Book para que él, Rintaro y Kento puedan derrotar a Storious.
- Tassel (タッセル, Tasseru?): Es el guardián de Wonder World que también actúa como narrador de los eventos a los espectadores del programa, rompiendo la cuarta pared. Originalmente era un humano llamado Victor (ビクトール, Bikutōru?), que llegó a Wonder World en el pasado junto con el primer Maestro Logos, Storious, Legeiel y Zooous, donde conocieron a una sacerdotisa que conectó sus mundos y eligió a Victor para defender Wonder World. Cuando Storious engañó a Legeiel y Zooous para que se convirtieran en Megids y traicionó a sus amigos, Victor creó las espadas de la Luz y la Oscuridad y ayudó a Logos a dividir el Tomo de la Omnisciencia, manteniéndose la mitad con él en Wonder World mientras Logos regresaba a su mundo con la otra mitad para asegurarse estabilidad entre los mundos. Después de que Storious consiguiera la mitad del Tomo de la Omnisciencia tras matar a Issac, asesina a Tassel para conseguir la mitad que le faltaba.

### Villanos
- Megid (メギド Megido?): Es una organización malvada que intentó robar el Libro de los Antiguos hace mil años antes de renovar sus esfuerzos en la actualidad. Buscan alterar la historia del mundo usando el poder del Libro.
  - Storious  (ストリウス Sutoriusu?): Es un miembro de Megiddo que controla el género de las historias. Parece que valora el conocimiento por encima de todo, además de valerse de trucos sucios en batalla afirmando que pelear es solo una pérdida de tiempo.
  - Legeiel  (レジエル Rejieru?): Es un miembro de Megiddo que controla el género de las criaturas míticas. Tiene una personalidad tranquila y sensata, a diferencia de los dos generales Megid, manteniéndose distante de los planes de sus compañeros de equipo, ayudándolos cuando es necesario. También ha demostrado ser manipulador
  - Zooous (ズオス Zuosu?): Es un miembro de Megiddo que controla el género de los animales. Tiene una personalidad apasionada, casi psicótica y también odia perder. También muestra que disfruta menospreciar a otras personas que son más débiles que él
  - Desast (デザスト Dezasuto?): Es un miembro de Megiddo. Mató a varios guerreros de Sword of Logos hace 15 años antes de ser sellado, pero ha sido liberado una vez más.

## Lista de episodios
En esta temporada los episodios se denomina "Capítulos".
1. Al principio, había un espadachín de llamas (はじめに、炎の剣士あり。 Hajime ni, Honō no Kenshi Ari?)[14]
2. El espadachín de agua, junto con un león azul (水の剣士、青いライオンとともに。 Mizu no Kenshi, Aoi Raion to Tomoni?)[15]
3. Un padre y un espadachín (父であり、剣士 Chichideari, Kenshi?)[16]
4. Abrí el libro, por lo tanto (本を開いた、それゆえに。 Hon o Aita, Sore Yue ni?)[17]
5. Mi amigo, el espadachín del trueno (我が友、雷の剣士につき。 Waga Tomo, Kaminari no Kenshi ni Tsuki.?)[18]
6. Como el viento, llega (疾風の如く、見参。 Hayate no Gotoku, Kenzan.?)[19]
7. La espada del rey, yace en Avalon (王の剣、アヴァロンにあり。 Ō no Ken, Avaron ni Ari.?)[20]
8. El que está sellado es Arthur (封印されしは、アーサー。 Fūin sa Reshi wa, Āsā?)[21]
9. Superposición, el timbre del espadachín. (重なり合う、剣士の音色。 Kasanariau, Kenshi no Neiro?)[22]
10. Cruzando espadas y cruzando sentimientos. (交わる剣と、交差する想い。 Majiwaru Ken to, Kōsa Suru Omoi?)[23]
11. Trueno perturbado, extendiendo nubes oscuras. (乱れる雷、広がる暗雲。 Midareru Kaminari, Hirogaru An'un.?)[24]
12. La promesa, en ese lugar. (約束の、あの場所で。 Yakusoku no, Ano Basho de.?)[25]
13. Me mantendré fiel a mis convicciones. (俺は、俺の、思いを貫く。 Ore wa, Ore no, Omoi wo Tsuranuku?)[26]
14. Estos sentimientos, habitan en esta espada. (この思い、剣に宿して。 Kono Omoi, Ken ni Yado Shite?)[27]
15. Más allá de la resolución y más allá. (覚悟を超えた、その先に。 Kakugo o Koeta, Sono Saki ni?)[28]
16. Salvando el mundo, un rayo de luz. (世界を救う、一筋の光。 Sekai o Sukuu, Hitosuji no Hikari?)[29]
17. El antiguo mensajero, de luz o de sombra (古の使者は、光か影か。 Inishie no Shisha wa, Hikari ka Kage ka?)[30]
18. La obsesión de la llama, derrotando al megid (炎の執念、メギドを討つ。 Honō no Shūnen, Megido o Utsu?)[31]
19. Llama y luz, espada y espada (炎と光、剣と剣。 Honō to Hikari, Ken to Ken?)[32]
20. Destruye la Fortaleza, la Voluntad de la Espada (牙城を崩す、剣の意志。 Gajō o Kuzusu, Ken no Ishi?)[33]
21. Brilla lo mejor a todo color (最高に輝け、全身全色（フルカラー）。 Saikō ni Kagayake, Furu Karā?)[34]
22. Sin embargo, quiero salvar a la gente (それでも、人を救いたい。 Soredemo, Hito o Sukuitai?)[35]
23. Furioso, Mano de Ruina (荒れ狂う、破滅の手。 Arekuruu, Hametsu no te?)[36]
24. En la espalda de mi padre, el futuro que llevaba (父の背中、背負った未来。 Chichi no Senaka, Shotta Mirai?)[37]
25. Vestida de humo, la asesina carmesí (煙をまといし、真紅の刺客。 Kemuri o Matoishi, Shinku no Shikaku?)[38]
26. Oscuridad profunda, con una espada (深き闇、剣と共に。 Fukaki Yami, Ken to Tomoni?)[39]
27. Dolor, conviértelo en una sonrisa (哀しみを、笑顔に変えて。 Kanashimi o, Egao ni Kaete?)[40]
28. Escribiendo el pasado, dibujando el futuro (記す過去、描く未来。 Shirusu Kako, Kaku Mirai.?)[41]
29. En ese momento, el espadachín hizo su movimiento (その時、剣士が動いた。 Sonotoki, Kenshi ga Ugoita.?)[42]
30. Unidos, incluso cuando están separados (絆、切り裂かれても。 Kizuna, Kirisaka Rete mo?)[43]
31. Creer en la fuerza, fuerza en la que se cree (信じる強さ、信じられる強さ。 Shinjiru Tsuyo-sa, Shinji Rareru Tsuyo-sa.?)[44]
32. Mis pensamientos, cristalizados (僕の想い、結晶となりて。 Boku no Omoi, Kesshō to Narite.?)[45]
33. Aún así, el futuro puede cambiar (それでも、未来は変えられる。 Soredemo, Mirai wa Kaerareru.?)[46]
34. Despierta, espadachín inmortal (目を覚ます、不死の剣士  Me wo Samasu, Fushi no Kenshi.?)[47]
35. Y yo me convertiré en un dios (そして私は、神になる。 Soshite Watashi wa, Kami ni Naru?)[48]
36. Para ser abierto, el poder omnipotente (開かれる、全知全能の力。 Hirakareru, Zenchizen'nō no Chikara?)[49]
37. Cambiar el futuro, ¿quién? (未来を変えるのは、誰だ。 Mirai o Kaeru no wa, Dareda?)[50]
38. Uniendo los Seiken, la Espada Galaxia (聖剣を束ねる、銀河の剣。 Seiken o Tabaneru, Ginga no Ken?)[51]
39. Hola espadachines, sigan el camino en el que creen. (剣士よ、信じる道を行け。 Kenshi yo, Shinjiru Michi o Ike.?)[52]
40. Amistad brillante, los tres espadachines. (輝く友情、三剣士。 Kagayaku Yūjō, San Kenshi.?)[53]
41. Durante 2000 años, un deseo expresado (二千年、綴られた願い。 Nisen-nen, Tsudzura Reta Negai.?)[54]
42. El comienzo de un hermoso final (はじまる、美しい終わり。 Hajimaru, Utsukushī Owari.?)[55]
43. Choque, el valor de la existencia (激突、存在する価値。 Gekitotsu, Sonzai Suru Kachi.?)[56]
44. Abrir, la última página (開く、最後のページ。 Hiraku, Saigo no Pēji.?)[57]
45. Diez espadachines, apostando por el mundo (十剣士、世界を賭けて。, Jū Kenshi, Sekai o Kakete.?)[58]
46. Adiós, mi héroe (さようなら、私の英雄。, Sayōnara, Watashi no Eiyū.?)[59]
47. El fin del mundo, la historia que nace (終わる世界、生まれる物語。, Owaru Sekai, Umareru Monogatari?)[60]
48. Se abre una nueva página (新たなページが、開くとき。, Aratana Pēji ga, Hiraku Toki?)[61]

### Películas
- Kamen Rider Saber: The Phoenix Swordsman and the Book of Ruin (劇場短編 仮面ライダーセイバー［聖刃］不死鳥の剣士と破滅の書 Gekijō-tanpen Kamen Raidā Seibā Fushichou no Kenshi to Hametsu no Hon?): Estrenada el 18 de diciembre de 2020
- Kamen Rider Saber: Trio of Deep Sin (仮面ライダーセイバー　深罪の三重奏トリオ, Kamen Raidā Seibā Fuka Tsumi no Torio?): Película que actúa como epílogo de la serie. Estrenada el 28 de enero de 2020.

## Reparto
- Tōma Kamiyama: Shūichirō Naitō
- Rintarō Shindō: Takaya Yamaguchi
- Kento Fukamiya: Ryō Aoki
- Ryō Ogami: Yūki Ikushima
- Ren Akamichi: Eiji Togashi
- Tetsuo Daishinji: Hiroaki Oka
- Yuri: Tomohiro Ichikawa
- Reika Shindai: Angela Mei
- Ryoga Shindai: Ken Shonozaki
- Hayato Fukamiya: Mitsuru Karahashi
- Daichi Kamijo: Hiroyuki Hirayama
- Bahato: Masashi Taniguchi
- Isaac: Keisuke Sōma
- Mei Sudō: Asuka Kawazu
- Sophia: Rina Chinen
- Luna: Miku Okamoto (niña), Mayuu Yokota (adulta)
- Tassel: Les Romanesques TOBI
- Storious: Robin Furuya
- Legeiel: Kyle Takano
- Zooous: Koji Saikawa
- Desast: Kōki Uchiyama
- Voces del Seiken Swordriver: Akio Ōtsuka y Eizō Sakamoto
- Narrador: Akio Ōtsuka

## Temas musicales

### Tema de entrada
- "ALMIGHTY ~ Kamen no Yakusoku"
  - Letra: Atsushi Yanaka
  - Música Tsuyoshi Kawakami
  - Intérprete: Yōhei Kawakami

### Tema de cierre
- "Kamen Rider Saber"
  - Letra: Atsushi Yanaka
  - Música Takashi Kato
  - Intérprete: Kinichi Motegi